# Delias hallstromi
Delias hallstromi é uma borboleta da família Pieridae. Foi descrita por Leonard J. Sanford e Neville Henry Bennett em 1955. É endémica em Papua-Nova Guiné, onde foi registada nas montanhas centrais, na província de Chimbu e na província ocidental.

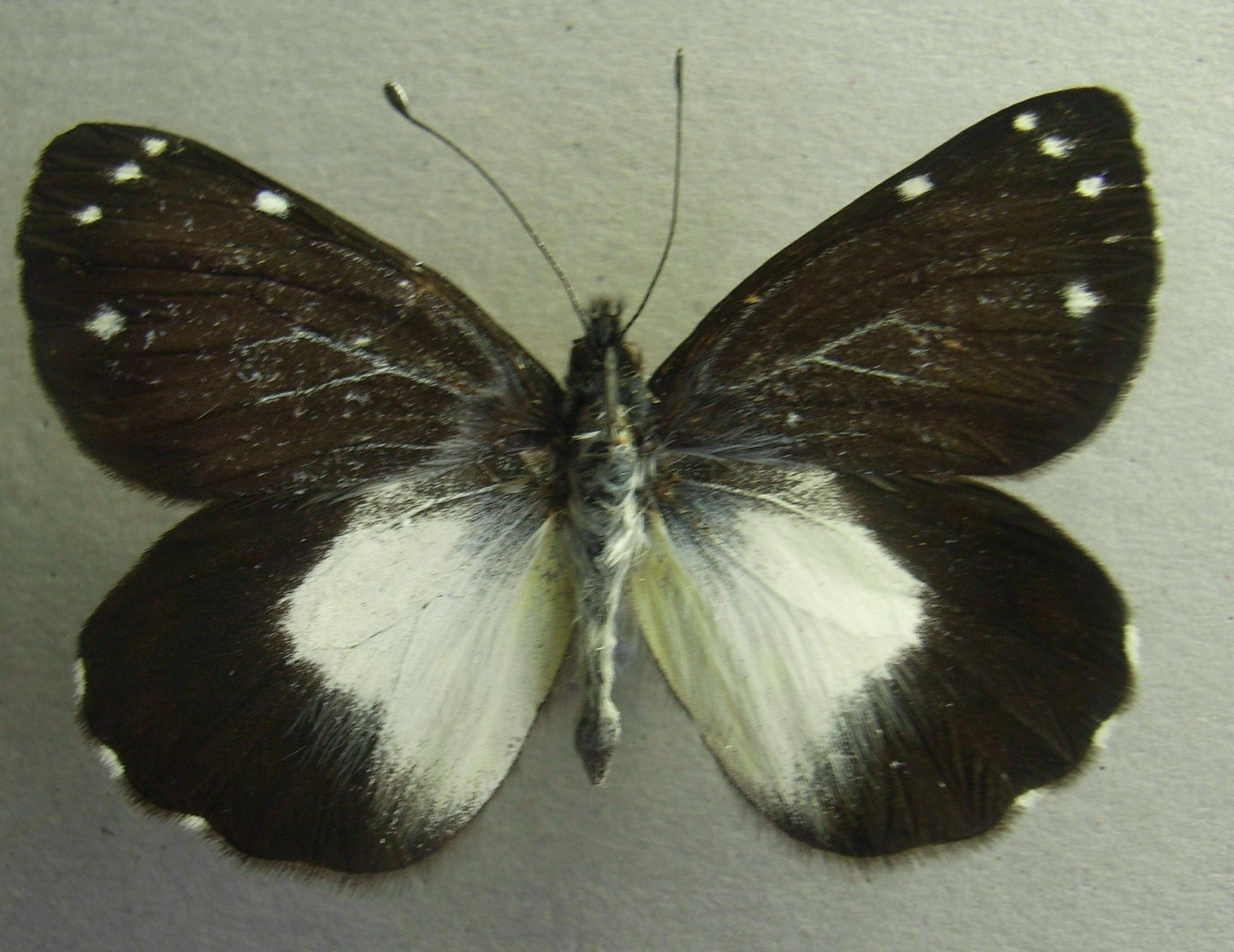
Delias hallstromi

A envergadura é de cerca de 62-70 milímetros. Os adultos são semelhantes a Delias eichhorni, mas maiores. Eles podem ainda ser distinguidos pelo aumento da quantidade de preto na parte superior e na parte inferior das asas posteriores, e também na coloração mais clara das áreas laranja.